# Flora Robson
Flora McKenzie Robson DBE  (n. 28 martie 1902, South Shields, Anglia, Regatul Unit al Marii Britanii și Irlandei – d. 7 iulie 1984, Brighton, Anglia, Regatul Unit) a fost o actriță de teatru, film și televiziune engleză. A fost o vedetă a teatrului și a cinematografiei, fiind renumită mai ales pentru interpretările sale care necesită intensitate dramatică și emoțională. Gama ei s-a extins de la regine la criminale.

## Filmografie
| An   | Titlu                                           | Rol                             | Note                                                                     |
| ---- | ----------------------------------------------- | ------------------------------- | ------------------------------------------------------------------------ |
| 1931 | A Gentleman of Paris                            |                                 | Nemenționată                                                             |
| 1932 | Dance Pretty Lady                               | Mrs. Raeburn                    |                                                                          |
| 1933 | One Precious Year                               | Julia Skene                     |                                                                          |
| 1934 | The Rise of Catherine the Great                 | Empress Elisabeth               |                                                                          |
| 1934 | The Private Life of Don Juan                    | Undetermined Role               | (scene șterse)                                                           |
| 1937 | Fire Over England                               | Queen Elizabeth I of England    |                                                                          |
| 1937 | Farewell Again                                  | Lucy Blair                      |                                                                          |
| 1937 | I, Claudius                                     | Livia                           |                                                                          |
| 1939 | Wuthering Heights                               | Ellen Dean                      |                                                                          |
| 1939 | Smith                                           | Mary Smith                      | Scurtmetraj                                                              |
| 1939 | Poison Pen                                      | Mary Rider                      |                                                                          |
| 1939 | We Are Not Alone                                | Jessica Newcome                 |                                                                          |
| 1939 | Invisible Stripes                               | Mrs. Taylor                     |                                                                          |
| 1940 | Corsarul                                        | Queen Elizabeth I               |                                                                          |
| 1941 | Bahama Passage                                  | Mrs. Ainsworth                  |                                                                          |
| 1944 | Two Thousand Women                              | Miss Manningford                |                                                                          |
| 1945 | Great Day                                       | Mrs. Liz Ellis                  |                                                                          |
| 1945 | Saratoga Trunk                                  | Angelique Buiton (in blackface) | Nominalizare - Premiul Oscar pentru cea mai bună actriță în rol secundar |
| 1945 | Caesar and Cleopatra                            | Ftatateeta                      |                                                                          |
| 1945 | Dumb Dora Discovers Tobacco                     |                                 | Scurtmetraj                                                              |
| 1946 | The Years Between                               | Nanny                           |                                                                          |
| 1947 | Black Narcissus                                 | Sister Philippa                 |                                                                          |
| 1947 | Frieda                                          | Nell                            |                                                                          |
| 1947 | Tabără de vacanță                               | Esther Harman                   |                                                                          |
| 1948 | Good-Time Girl                                  | Miss Thorpe                     |                                                                          |
| 1948 | Saraband for Dead Lovers                        | Countess Platen                 |                                                                          |
| 1952 | The Tall Headlines                              | Mary Rackham                    |                                                                          |
| 1953 | Malta Story                                     | Melita Gonzar                   |                                                                          |
| 1954 | Romeo and Juliet                                | Nurse                           |                                                                          |
| 1957 | High Tide at Noon                               | Donna MacKenzie                 |                                                                          |
| 1957 | No Time for Tears                               | Sister Birch                    |                                                                          |
| 1958 | The Gypsy and the Gentleman                     | Mrs. Haggard                    |                                                                          |
| 1958 | Innocent Sinners                                | Olivia Chesney                  |                                                                          |
| 1959 | This Is the BBC                                 |                                 |                                                                          |
| 1963 | 55 Days at Peking                               | Dowager Empress Tzu-Hsi         |                                                                          |
| 1963 | Crimă la galop                                  | Miss Milchrest                  |                                                                          |
| 1964 | Guns at Batasi                                  | Miss Barker-Wise                |                                                                          |
| 1965 | Young Cassidy                                   | Mrs. Cassidy                    |                                                                          |
| 1965 | Acei oameni minunați în mașinile lor zburătoare | Maama superioară                |                                                                          |
| 1966 | 7 Women                                         | Miss Binns                      |                                                                          |
| 1967 | Eye of the Devil                                | Countess Estell                 |                                                                          |
| 1967 | The Shuttered Room                              | Aunt Agatha                     |                                                                          |
| 1967 | Cry in the Wind                                 | Anasthasia                      |                                                                          |
| 1970 | Fragment of Fear                                | Lucy Dawson                     |                                                                          |
| 1971 | La grande scrofa nera                           | La Nonna                        |                                                                          |
| 1971 | The Beast in the Cellar                         | Joyce Ballantyne                |                                                                          |
| 1971 | The Beloved                                     | Antigone                        |                                                                          |
| 1972 | Alice's Adventures in Wonderland                | Queen of Hearts                 |                                                                          |
| 1975 | The Canterville Ghost                           | Mrs. Umney                      | TV movie                                                                 |
| 1978 | Les Misérables                                  | The Prioress                    | TV movie                                                                 |
| 1980 | Dominique                                       | Mrs. Davis                      |                                                                          |
| 1980 | Gauguin the Savage                              | Sister Allandre                 | TV movie                                                                 |
| 1980 | A Tale of Two Cities                            | Miss Pross                      | TV movie                                                                 |
| 1981 | Ciocnirea titanilor                             | A Stygian Witch                 | ultimul rol de film                                                      |

## Televiziune
| An   | Serie                    | Rol                       | Note                   |
| ---- | ------------------------ | ------------------------- | ---------------------- |
| 1956 | BBC Sunday-Night Theatre | Lilly Mofat/Sister Agatha | 2 episoade             |
| 1959 | World Theatre            | Anna Fierling             | 1 episod               |
| 1964 | The Human Jungle         | Headmistress              | 1 episod               |
| 1966 | David Copperfield        | Betsey Trotwood           | 8 episoade             |
| 1968 | BBC Play of the Month    | May Beringer              | 1 episod               |
| 1974 | Heidi                    | Grandmother               | Miniseries, 4 episoade |
| 1975 | A Legacy                 | Narrator                  | 5 episoade             |
| 1979 | A Man Called Intrepid    | Sister Luke               | 3 episoade             |

## Roluri de teatru
- Queen Margaret în Will Shakespeare la Shaftesbury Theatre, Londra, 1921
- Shakespearean repertory with Ben Greet's company, 1922
- JB Fagan's company la Oxford Playhouse, 1923
- Two seasons at the Festival Theatre, Cambridge, 1929–30
- Abbey Putnam în Desire Under the Elms la Gate Theatre, Londra, 1931
- Herodias în Salome at the Gate Theatre, Londra, 1931
- Mary Paterson in The Anatomist la Westminster Theatre, Londra, 1931
- Stepdaughter în Six Characters in Search of an Author at the Westminster Theatre, Londra, 1932
- Bianca în Othello la St. James' Theatre, Londra, 1932
- Olwen Peel în Dangerous Corner la Lyric Theatre, Londra, 1932
- Eva în For Services Rendered la Globe Theatre, Londra, 1932
- Ella Downey în All God's Chillun Got Wings la Embassy Theatre, Swiss Cottage, 1933
- A season la Old Vic, Londra, 1933–34
- Mary Read în Mary Read at His Majesty's Theatre, Londra 1934
- Lady Catherine Brooke în Autumn la St. Martin's Theatre, Londra, 1937
- Ellen Creed în Ladies in Retirement la Henry Miller's Theatre, New York, 1940
- Sarah, Duchess of Malborough în Anne of England la St. James Theatre, New York, 1941
- Rhoda Meldrum în The Damask Cheek at the Playhouse Theatre, New York, 1942–43
- Thérèse Raquin in Guilty la Lyric, Hammersmith, 1944
- Agnes Isit în A Man About the House la Piccadilly Theatre, 1946
- Lady Macbeth în Macbeth at the National Theatre, New York, 1948
- Lady Cicely Waynflete în Captain Brassbound's Conversion at the Lyric, Hammersmith, 1948
- Christine în Black Chiffon, at the Westminster Theatre, 1949 and the 48th Street Theatre, New York, 1950
- Lady Catherine Brooke in Autumn la Q Theatre, Londra, 1951
- Paulina în The Winter's Tale la Phoenix Theatre, Londra, 1951
- The Return la Duchess Theatre, Londra, 1953–54
- Janet în The House by the Lake la Duke of York's Theatre, Londra, 1956
- Mrs Alving în Ghosts at the Old Vic, 1958–59 and the Prince's Theatre, Londra, 1959
- Miss Tina în The Aspern Papers la Queen's Theatre, Londra, 1959 and on tour to South Africa, 1960
- Grace Rovarte in Time and Yellow Roses at the St. Martin's Theatre, Londra, 1961
- Miss Moffatt în The Corn is Green at the Connaught Theatre, Worthing, the Flora Robson Playhouse, Newcastle upon Tyne and on tour to South Africa, 1962
- Gunhild în John Gabriel Borkman at the Duchess Theatre, Londra, 1963
- Lady Bracknell în The Importance of Being Earnest at the Flora Robson Playhouse, Newcastle upon Tyne, 1964
- Hecuba în The Trojan Women la Edinburgh Festival, 1966
- Miss Prism în The Importance of Being Earnest la Theatre Royal Haymarket, Londra, 1968
- Mother în Ring Round the Moon at the Theatre Royal Haymarket, Londra, 1968
- Agatha Payne in The Old Ladies at the Duchess Theatre, Londra, 1969
- Elizabeth I in Elizabeth Tudor, Queen of England at the Edinburgh Festival, 1970